# Kamieńskie (województwo warmińsko-mazurskie)
Kamieńskie (niem. Kaminsken, od 1938 Erlichshausen) – niewielka wieś w Polsce w województwie warmińsko-mazurskim, w powiecie piskim, w gminie Orzysz. Położona wśród pól i lasów, nad jeziorem Orzysz. Miejscowość turystyczno-wypoczynkowa ze stanicą wodną "Czapla" i stadniną koni z pensjonatem "Rejentówka". Ponadto znajdują się domki letniskowe i pola biwakowe.
W latach 1975–1998 miejscowość administracyjnie należała do województwa suwalskiego.

## Nazwa
W dokumentach krzyżackich Kaminsken, Caminsken.
Na mapie Districtus Reinensis (1663) Józefa Naronowicza-Narońskiego - Kamionka.
16 lipca 1938 roku, ówczesna niemiecka władza nazistowska Prus Wschodnich, dokonała zmiany historycznej nazwy Kaminsken na Erlichshausen.
Rozporządzeniem Ministrów: Administracji Publicznej i Ziem Odzyskanych z dnia 9 grudnia 1947 r. nadano miejscowości obowiązującą nazwę Kamieńskie.

## Historia
W 1524 roku bracia Stańko i Jan Cwalinowie, (Stancke, Jan Cschwalina, Tszthwallina, Schwalina) zakupili od namiestnika ryńskiego Zygmunta Daniela (Siegmundt Daniel) 6 łanów grossen Platz Wildnis przy ich ojcowskim majątku w Strzelnikach, nad jeziorem Orzysz i rzeką Orzyszą - jej fragmentem wypływającym z jeziora Rostki i wpływającym do jeziora Orzysz, zwanym Czartówką, w dokumencie lokacyjnym Fließ Czartofa. Dało to początek dobrom służebnym Kamieńskie. Nowe dobra nadano na prawie magdeburskim dla obojga płci. Kamieńskie zwolniono z szarwarku, jednak z obowiązkiem udziału w polowaniu z jednym koniem w okręgu Orzysza. W spisie z 1540 roku w dobrach figuruje dwóch wolnych. W 1565 roku wymieniono nowy młyn w Tschartaffken czyli najpewniej w Kamieńskich nad Czartówką. Kamieńskie należały i należą do parafii w Orzyszu.
Według danych opublikowanych w 1821 roku w Kamieńskich mieszkały 32 osoby. W 1857 roku Kamieńskie liczyły 48 mieszkańców. W 1864 roku w Kamieńskich mieszkało 66, a w 1867 - 75 osób.
W 1933 roku wieś liczyła 54 mieszkańców. Spis powszechny z maja 1939 roku wykazuje 55 mieszkańców.

## Zabytki
Zabytki ujęte w gminnej ewidencji zabytków:
- Dawny cmentarz ewangelicki, założony w połowie XIX wieku[17].

Najstarszy zachowany nagrobek: Michael von Lojewski †1893.